# Franciszek Uhorczak
Franciszek Uhorczak (ur. 27 lutego 1902 w Wygnance k. Czortkowa, zm. 8 listopada 1981 roku w Lublinie) – polski geograf, kartograf i pracownik naukowy. Twórca ponad 170 publikacji i profesor uniwersytecki, związany z Uniwersytetem Marii Curcie-Skłodowskiej i takimi periodykami, jak „Ziemia”, „Przegląd Krajoznawczy” oraz „Polski Przegląd Kartograficzny”.

## Życiorys
Studiował na Uniwersytecie Jana Kazimierza we Lwowie – początkowo chemię, a później geografię. Związany ze lwowską szkołą geografii, uczeń Eugeniusza Romera i od 1928 jego asystent na lwowskim wydziale geograficznym. W 1932 uzyskał stopień doktora na podstawie pracy Z metodyki badań nad osadnictwem. Pracował w Wydawnictwie Książnica-Atlas i jako kartograf w Biurze Regionalnego Planowania Zabudowy Okręgu Lwowskiego. W latach 1937–1939 kierował „Przeglądem Krajoznawczym”. Pełniąc funkcję sekretarza Oddziału Lwowskiego Polskiego Towarzystwa Krajoznawczego został członkiem założycielem powołanego w 1938 Towarzystwa Budowy Panoramy Plastycznej Dawnego Lwowa.
Lata wojny spędził we Lwowie, w 1946 wrócił do Polski i początkowo przez 2 lata wykładał geografię na Uniwersytecie Jagiellońskim. W latach 1947 i 1948 był redaktorem naczelnym rocznika Ziemia, później wielokrotnie współpracował z periodykiem. W 1949 rozpoczął pracę w Lublinie na UMCS-ie, gdzie stworzył i objął Katedrę Geografii Ekonomicznej. W latach 1952–1954 został dziekanem Wydziału Biologii i Nauk o Ziemi (od 1954 jako profesor), a w 1959 przejściowo kierował Zakładem Kartografii Polskiej Akademii Nauk. Pełnił funkcję sekretarza Komisji Standaryzacji Nazw Geograficznych poza Granicami Rzeczypospolitej Polskiej. W latach 1964–1972 kierował Katedrą Kartografii UMCS. Od 1969 roku redaktor naczelny „Polskiego Przeglądu Kartograficznego”.
Franciszek Uhorczak interesował się tym, aby mapy były proste, przejrzyste i prezentowały jak najwięcej zjawisk. Upodobał sobie szczególnie mapy krajobrazowe, którym starał się nadawać ustandaryzowane kolory, podobne do widoku z lotu ptaka. Popularyzował takie formy kartograficzne, jak typogram, izarytma, hipsografoid, jako jeden z pierwszych w Polsce wykorzystał metodę nakładkową w 1966. Do najważniejszych publikacji należą Geografia fizyczna w liczbach (wspólnie z Józefem Staszewskim; 1959), a także mapy krajobrazowe do Geografii powszechnej (tomy 1–5; 1962–1967).
Uczniem Uhorczaka był m.in. Miloš Mišković.
Jego imieniem została nazwana ulica na lubelskim Wrotkowie. Pochowany na cmentarzu przy ul. Lipowej w Lublinie.